# Haviland Morris
Pour les articles homonymes, voir Haviland (homonymie) et Morris.
Haviland Morris, née le 14 septembre 1959 à Loch Arbour, (New Jersey, États-Unis) est une actrice américaine.

## Biographie

### Carrière
Elle est vue dans le rôle de Marla Bloodstone dans Gremlins 2 : La Nouvelle Génération.

## Filmographie
- 1984 : Reckless de James Foley : Mary Pat Sykes
- 1984 : Seize Bougies pour Sam (Sixteen Candles) : Caroline Mulford
- 1986 : George Washington II: The Forging of a Nation (TV) : Henrietta Liston
- 1987 : Who's That Girl : Wendy Worthington
- 1989 : Love and Other Sorrows (TV)
- 1989 : Life Under Water (TV) : Amy-Joy
- 1990 : Love or Money : Jennifer Reed
- 1990 : Andre's Mother (TV) : Andre's Sister
- 1990 : New York, police judiciaire : Polly Norris (saison 1, épisode 4)
- 1990 : Business oblige (A Shock to the System) : Tara Liston
- 1990 : Gremlins 2 : La Nouvelle Génération (Gremlins 2: The New Batch) : Marla Bloodstone
- 1993 : The Last Supper : Shell
- 1993 : Diagnostic : Meurtre : Shanda (Saison 1 épisode 8)
- 1996 : Dear Diary
- 1996 : Lonesome Dove : Les Jeunes Années (Dead Man's Walk) (feuilleton TV) : Lady Lucinda Carey
- 1997 : Maman, je m'occupe des méchants! (Home Alone 3) : Karen Pruitt
- 1998 : Homicide : Eleanor Burke (Saison 7 épisode 18)
- 1998 : New York, police judiciaire : Molly Kilpatrick (saison 8, épisode 16)
- 1998 : On ne vit qu'une fois ("One Life to Live") (série TV) : Claire Baxter (2001-2003)
- 2001 : New York, section criminelle : Karen Cove (saison 1, épisode 6)
- 2003 : All Your Difference : Tommy's Mother
- 2003 : Rick : Jane
- 2003 : New York, unité spéciale : Dawn Trent (saison 4, épisode 18)
- 2005 : The Baxter : Kate
- 2006 : Cherry Crush : Julia Wells
- 2007 : Joshua : Monique Abernathy
- 2008 : New York, section criminelle : Mrs. Wellsley (saison 8, épisode 10)
- 2008 : Les Frères Scott : Olivia la psychologue (Saison 5 épisode 13)
- 2008 : La Loi de Canterbury : Anne Matthews (Saison 1 épisode 4)
- 2009 : Adam : Lyra
- 2009 : American Wives : Dr. Melinda Jernigan (Saison 3 épisode 12)
- 2010 : Fighting Fish : Lucy
- 2012 : Jack and Diane de Bradley Rust Gray : la mère de Jack
- 2012 : The Good Wife : Jody (Saison 4 épisode 8)
- 2012 : Nor'easter : Ellen Green
- 2012 : Nous York de Géraldine Nakache et Hervé Mimran : Mme Johns / directrice bjnh
- 2013 : Se bruler les ailes : Grace Lynch
- 2013 : Blue Bloods : Linda Tomlin (Saison 4 épisode 21)
- 2015 : Elementary : Dr. Jane Mortimer (Saison 4 épisode 16)
- 2016 : Quarry : Susan (Saison 1 épisode 2)
- 2019 : City on a Hill : Kate Southworth (Saison 1 épisode 4)